# فيمالا بونس
فيمالا بونس (بالفرنسية: Vimala Pons)‏ هي لاعبة سيرك ‏ وممثلة فرنسية، ولدت في 15 مارس 1986 في الهند.

## أعمال

### أفلام
- (2012) لم ترو شيء بعد[3]
- (2016) هي[4]

## وصلات خارجية
- فيمالا بونس على موقع IMDb (الإنجليزية)
- فيمالا بونس على موقع ألو سيني (الفرنسية)
- فيمالا بونس على موقع ميوزك برينز (الإنجليزية)
- فيمالا بونس على موقع أول موفي (الإنجليزية)
- فيمالا بونس على موقع أول موفي (الإنجليزية)
- فيمالا بونس على موقع ديسكوغز (الإنجليزية)
- فيمالا بونس على موقع قاعدة بيانات الفيلم (الإنجليزية)
- فيمالا بونس على موقع كينوبويسك (الروسية)